# Tel Aviv Pioneers 2017-2018
Questa voce raccoglie le informazioni riguardanti i Tel Aviv Pioneers nelle competizioni ufficiali della stagione 2017-2018.

## Israel Football League 2017-2018

### Pre-season
| Mazkeret Batya 3 novembre 2017, ore 10:00 | Mazkeret Batya Silverbacks | 14 – 22 (0-6 0-8 14-0 0-8) referto | Tel Aviv Pioneers | Mazkeret Batya Field (26 spett.)\| Arbitro: \| Ben Tibi \| |
| Arbitro:                                  | Ben Tibi                   |                                    |                   |                                                            |

### Stagione regolare
| Tel Aviv 18 novembre 2017, ore 20:15 | Tel Aviv Pioneers | 24 – 30 (0-6 0-16 12-0 12-8) referto | Judean Rebels | Beit Dani (51 spett.)\| Arbitro: \| Shai Koussevitsky \| |
| Arbitro:                             | Shai Koussevitsky |                                      |               |                                                          |

| Tel Aviv 2 dicembre 2017, ore 20:15 | Tel Aviv Pioneers | 14 – 16 (8-8 6-8 0-0 0-0) referto | Beersheva Black Swarm | Beit Dani (23 spett.)\| Arbitro: \| Dror Lavi-Efrat \| |
| Arbitro:                            | Dror Lavi-Efrat   |                                   |                       |                                                        |

| Mazkeret Batya 8 dicembre 2017, ore 10:00 | Mazkeret Batya Silverbacks | 14 – 6 (0-0 7-6 7-0 0-0) referto | Tel Aviv Pioneers | Mazkeret Batya Field (20 spett.)\| Arbitro: \| Roy Friedman \| |
| Arbitro:                                  | Roy Friedman               |                                  |                   |                                                                |

| Petah Tiqwa 21 dicembre 2017, ore 20:30 | Petah Tikva Troopers | 62 – 66 (16-16 28-22 6-20 12-8) referto | Tel Aviv Pioneers | HaMoshava Practice Field (56 spett.)\| Arbitro: \| Friedman \| |
| Arbitro:                                | Friedman             |                                         |                   |                                                                |

| Tel Aviv 30 dicembre 2017, ore 20:05 | Tel Aviv Pioneers | 60 – 52 (8-6 16-20 6-6 30-20) referto | Petah Tikva Troopers | Beit Dani (43 spett.)\| Arbitro: \| Luz \| |
| Arbitro:                             | Luz               |                                       |                      |                                            |

| 5 gennaio 2018, ore 10:00 | Haifa Underdogs | 0 – 18 | Tel Aviv Pioneers |  |

| 20 gennaio 2018, ore 20:00 | Tel Aviv Pioneers | 42 – 12 | Mazkeret Batya Silverbacks |  |

| 3 febbraio 2018, ore 20:15 | Tel Aviv Pioneers | 34 – 52 | Jerusalem Lions |  |

| 8 febbraio 2018, ore 20:00 | Judean Rebels | 38 – 26 | Tel Aviv Pioneers |  |

| 22 febbraio 2018, ore 20:00 | Jerusalem Lions | 40 – 36 | Tel Aviv Pioneers |  |

### Playoff
| Netanya 9 marzo 2018, ore 10:00 | Haifa Underdogs | 6 – 28 (0-14 6-0 0-6 0-8) referto | Tel Aviv Pioneers | Wingate Institute (38 spett.)\| Arbitro: \| Hakim \| |
| Arbitro:                        | Hakim           |                                   |                   |                                                      |

| Gerusalemme 15 marzo 2018, ore 20:00 | Jerusalem Lions | 54 – 12 | Tel Aviv Pioneers | Kraft Family Sports Campus |

### Statistiche di squadra
| Competizione | %Vittorie | In casa | In casa | In casa | In casa | In casa | In casa | In trasferta | In trasferta | In trasferta | In trasferta | In trasferta | In trasferta | Totale | Totale | Totale | Totale | Totale | Totale |
| Competizione | %Vittorie | G       | V       | N       | P       | Pf      | Ps      | G            | V            | N            | P            | Pf           | Ps           | G      | V      | N      | P      | Pf     | Ps     |
| ------------ | --------- | ------- | ------- | ------- | ------- | ------- | ------- | ------------ | ------------ | ------------ | ------------ | ------------ | ------------ | ------ | ------ | ------ | ------ | ------ | ------ |
| Preseason    | 1.000     | 0       | 0       | 0       | 0       | 0       | 0       | 1            | 1            | 0            | 0            | 22           | 14           | 1      | 1      | 0      | 0      | 22     | 14     |
| Campionato   | .400      | 5       | 2       | 0       | 3       | 174     | 162     | 5            | 2            | 0            | 3            | 152          | 154          | 10     | 4      | 0      | 6      | 326    | 316    |
| Playoff      | .500      | 0       | 0       | 0       | 0       | 0       | 0       | 2            | 1            | 0            | 1            | 40           | 60           | 2      | 1      | 0      | 1      | 40     | 60     |
| Totale       | .462      | 5       | 2       | 0       | 3       | 174     | 162     | 8            | 4            | 0            | 4            | 214          | 228          | 13     | 6      | 0      | 7      | 388    | 390    |